# Belfield Park
Het Belfield Park was een multifunctioneel stadion in Dun Laoghaire-Rathdown, een plaats in Ierland. 
Het stadion was tussen 1930 en 2007 de thuisbasis van University College Dublin AFC. In het stadion was plaats voor 2500 toeschouwers. Het werd gebruikt voor twee wedstrijden op het Europees kampioenschap voetbal onder 16 in 1994. In dit stadion werden de groepswedstrijden Oekraïne tegen België en Oekraïne tegen IJsland gespeeld.